# Данциг, Шарль
Шарль Данци́г (фр. Charles Dantzig; род. 7 октября 1961 года, Тарб) — французский писатель, поэт и издатель.

## Биография

### Образование
Родился в городе Тарб в семье профессоров медицины. Получив степень бакалавра, ради любви к литературе отказывается от пути подражания родителям. Отказывается также и от поступления в престижный класс «hypokhâgne» (фр. Classes préparatoires littéraires) для подготовки в Высшую нормальную школу. Он завершает свой академический путь докторской диссертацией на тему «Свободы воздуха». Это не сборник стихов, а научная работа о правах перевозки, предоставленных государствами авиатранспортным предприятиям. Что он думает о тулузском юридическом факультете? «Это лучший из факультетов, так как весь свой первый курс я смог посвятить чтению до тех пор непрочитанного романа „В поисках утраченного времени“».
Защитив докторскую диссертацию в Париже, 28-летний Шарль Данциг публикует свой первый очерк — «Реми де Гурмон: милый старый Олень!» (Remy de Gourmont, Cher vieux Daim !, Le Rocher) — и одновременно первый сборник стихов — «Водитель всегда один» (Le chauffeur est toujours seul, La Différence). Его приветствуют критики того времени, Анжело Ринальди и Бернар Франк.

### Писатель и издатель
Шарль Данциг поступает в издательский дом «Les Belles Lettres», где создает три книжных серии и руководит ими: «Briques», посвящённую современной литературе, «Eux & nous», в которой французские писатели обсуждают авторов классической древности, и «Trésors de la nouvelle». Он издает первый французский перевод сборника стихов Фрэнсис Скотта Фицджеральда — «Тысяча и одно судно» (Mille et un navires), сам переводит его пьесу «Овощ», а также хроники Оскара Уальда — «Аристотель за чаепитием» (Aristote à l’heure du thé) (первое французское издание). Шарль Данциг публикует полное собрание сочинений Марселя Швоба («Творчество» Œuvres, Les Belles Lettres), а также несколько поэтических антологий, среди которых можно назвать «Антологию символистской поэзии» (Anthologie de la poésie symboliste), «Антологию греческой классической поэзии» (Anthologie de la poésie grecque), и антологию стихотворений Вольтера.
Издательство «Les Belles Lettres» издаёт его новые очерки — «Нет Индокитая» (Il n’y a pas d’Indochine, 1995), «Война с клише» (La guerre du cliché, 1998), а также сборники его стихов — «Да наступит век» (Que le siècle commence, 1996, получивший премию Поля Верлена), «Что на самом деле происходит в тканях Жуи» (Ce qui se passe vraiment dans les toiles de Jouy, 1999), и «Зачем нужны самолёты?» (A quoi servent les avions?, 2001), в котором одно стихотворение предчувствует события 11 сентября 2001 года. Первая антология его стихов появляется в 2003 под названием «На память о дальних плаваниях» (En souvenir des long-courriers). В 2003 году также издается сборник стихотворений о животных — «Бестиарий» (Bestiaire).
К этому времени он начинает сотрудничать в издательстве «Grasset», где становится издателем. Там же он руководит книжной серией «Les Cahiers rouges», которой придал новый импульс, благодаря публикации таких классических текстов, как «Химерный горизонт» Жана де Ла Виль де Мирмон (фр. Jean de La Ville de Mirmont, L’horizon chimérique), «Обожаю» Жана Деборде (фр. Jean Desbordes, J’adore), а также трудов крупных мемориалистов XX-го века, таких, как Харольда Никольсона >фр. Harold Nicolson), Джорджа Мура и Робера де Сен-Жана (фр. Robert de Saint-Jean). Он печатает неизданные лекции Сэмюеэла Беккета (Brigitte le Juez, Beckett avant la lettre), хроники журнала «Le Monde» Бернара Франка — «5 улица Итальянцев» (5, rue des Italiens), неизданный роман Трумана Капоте — «Переход через лето» (La traversée de l'été). Он также является издателем трудов Дани Лаферрьера, Филиппа Вилена и Адриана Гётца, а также многочисленных важнейших биографий (Ирины Немировской, Паскаля Жардена, Жюля Мишле).
С 2006 по 2008 год Шарль Данциг составляет эпилоги журнала «Magazine littéraire», на разные темы, от «франкофонии» до «писателей и психоанализ». В сентябре 2011 он становится фельетонистом в том же «Magazine littéraire», возобновляя этим традицию фельетона, утраченную со смерти Бернара Франка. Он одновременно становится продюсером на радио «France culture» передачи «профессиональная тайна», в которой обсуждаются условия художественного творчества. В июне 2011, вместе с Артуром Шевалье, Домиником Фернандесом и Бенуа Фуксом, он воссоздает и возглавляет «Stendhal club» (количество членов которого ограничено числом 12). «Stendhal club» выпускает в марте 2012 года первый номер своего журнала, положительно встреченный критикой.
В номере газеты «Le Monde» от 18 марта 2012, Шарль Данциг печатает открытую трибуну, озаглавленную «О популизме в литературе», в которой он осуждает заражение литературы заботой о сюжете, явление которое, по его мнению, опасно по отношению к её эстетическому призванию. Эта рубрика вызывает широкий литературный спор. Несколько писателей отвечают; вопросу посвящается специальное досье в журнале «Transfuge», рубрика немедленно переведена за рубежом.
В октябре 2010 Шарль Данциг получает Гран-при Жана Жионо (фр. Grand prix Jean-Giono) за всё своё творчество.

## Творчество

### Романы
Его первый роман — «Варенья из преступлений» (Confitures de crimes) — выходит в издательстве «Les Belles Lettres» в 1993. Это рассказ о том, как поэт становится президентом республики. И что же делает этот поэт, после того, как его выбрали? Он объявляет войну. Это первое выражение в беллетристике пристрастия Данцига к литературе, а также его иронии по отношению к позам и комедиям.
Его второй роман — «Наши торопливые жизни» (Nos vies hâtives) — выходит у «Grasset» в 2001 и удостоен премии Жана Фрёстье (фр. Prix Jean-Freustié) и премии Роже Нимье (фр. Prix Roger-Nimier).
Вслед за этим выходит в свет в 2003 его третий роман — «Любовный фильм» (Un film d’amour). Этот «хоровой» роман с затейливой структурой представляет собой транскрипцию телевизионного документального фильма, посвященного молодому погибшему кинорежиссёру по имени Бирбийаз. «Эта умная с первой до последней строчки книга, которую принимаешь сначала за формалистическую фантазию, пока не поймешь, что она стремится к некоей тотальности, как и все великие произведения и оставляет на пути свой заявленный сюжет — портрет Бирбийаза, нарисованный методом исключения, с тем, чтобы перейти к брату, его двойнику и противоположности» (Жак Дрийон, журнал «Le nouvel Observateur», 16 октября 2003).
Его четвёртый роман — «Меня зовут Франсуа» (Je m’appelle François) — выходит в 2007, также у «Grasset». Роман основан на реальном событии, жизни Христофа Рокенкура, которую автор переделывает и преобразует, вырисовывая его судьбу.
В августе 2011 года выходит в свет «В самолёте по пути в Каракас» (Dans un avion pour Caracas), роман, действие которого полностью развертывается во время перелета из Парижа в Каракас. Повествователь едет искать друга, пропавшего в столице Венесуэлы. Он типичный представитель французских интеллектуалов, стоящих на грани между философией и беллетристикой, и которых Данциг называет «задевателями литературы». Почему он поехал к Уго Чавесу? Является ли это портретом последнего из ангажированных писателей? Жестоким портретом дружбы? Портретом героя в отсутствии героя? Все это вместе взятое, наверное.

### Очерки
В 2005 году выходит в свет «Эгоистический словарь французской литературы» (Dictionnaire égoïste de la littérature française), получивший многочисленные премии, среди которых премия Декабря (фр. Prix Décembre) и премия Эссе французской Академии. В этом очерке Данциг открывает совершенно новую форму, предоставляющую ему полную свободу для изложения своего эстетического взгляда на литературу, с многочисленными стилистическими комментариями. Произведение встречает большой успех среди критиков и читателей не только во Франции, но и за рубежом, и было оценено как литературное событие года.
«Бестселлер франкоязычного мира „Эгоистический словарь французской литературы“ Шарля Данцига — исключительное начинание, и кто ожидает найти в этой книге скучную эрудицию будет либо разочарован, либо, вероятнее всего, приятно удивлён. Пристрастный, шаловливый, задорный Данциг также очень доступен, забавен и поучителен. Это изящный писатель, и явно увлечённый книгами.» Патрик МакГиннесс, «Times Literary supplement», 14 июля 2006.
В январе 2009 Грассет публикует новое произведение Шарля Данцига — «Капризную энциклопедию всего и ничего» (Encyclopédie capricieuse du tout et de rien), которая встречает большой успех среди критиков и о которой пишут на первой полосе газеты «Le Monde», добавив иллюстрацию Плантю (фр. Plantu). В мае 2009 в результате единогласного голосования писателю присваивают премию Дюмениля (фр. Prix Duménil). В этом очерке автор дает нам вновь ощутить всю ту же свободу тона и получить наслаждение от структуры, на вид причудливой, но в сущности своей очень искусной. Эта настольная книга воображения, являющаяся в равной мере и эссе, и вымыслом и стихотворением в прозе, состоит из 800 страниц разнообразных списков-перечней: «перечень пляжей в семь утра» «перечень облаков», «перечень о моде в Лондоне», «перечень книг, которые я бы мог написать», «перечень трагических животных»…
В 2010 Шарль Данциг выпускает свой очерк о чтении — «Зачем читать?» (Pourquoi lire?). Эта книга тоже сразу пользуется большим успехом и получает премию Гран-При Жана Жионо.

### Поэзия
В январе 2010 одновременно в свет выходят два сборника стихов: собрание его новых стихотворений в серии «Bleue» издательства «Grasset» — «Пловцы» (Les Nageurs), являющее собой оду телу и мужской чувственности, что тут же превратило её в культовую гомосексуальную книгу, а также антологию его стихов вместе с новыми текстами и критическими очерками — «Дива с длинными ресницами» (La Diva aux longs cils), собранную Патриком МакГиннесс из Оксфордского университета. В это же время переиздаются в «Les Cahiers Rouges» его переводы Оскара Уайльда и Фрэнсиса Скотта Фицджеральда.

### Искусство
Шарль Данциг сотрудничает в журналах, посвященных искусству и эстетике, работает с такими художниками, как Филипп Конье (фр. Philippe Cognée) и Антонио Сеги (фр. Antonio Seguí). В 2007 он положил начало серии «Уголок жёлтой стены» в музее Лувра, рассуждая перед картиной Ван Дейка «Портрет князей Палатинов Шарль-Луи и Роберта». В качестве ассоциированного куратора выставки к открытию Центра Помпиду-Мец — «Шедевры?» — он размышляет о понятии шедевра в литературе. В 2011 он участвует в качестве референта в передаче «Avant-premières», представленной на канале «France 2» телеведущей Элизабет Чунги; однако остается там лишь несколько недель.

## Признание и награды
В октябре 2010 Шарлю Данцигу присвоена премия гран-при Жана Жионо (фр. Grand prix Jean-Giono) за всё его творчество.

## Издания
- Очерки
  - «Реми де Гурмон: Милый старый Олень!» (Remy de Gourmont, Cher vieux Daim!, изд. «Le Rocher», 1990; 2-е издание : изд. «Grasset», 2008)
  - «Нет Индокитая» (Il n’y a pas d’Indochine, изд. «Les Belles Lettres», 1995)
  - «Война с клише» (La guerre du cliché, изд. «Les Belles Lettres», 1998)
  - «Эгоистический словарь французской литературы» (Dictionnaire égoïste de la littérature française, изд. «Grasset», 2005, и изд. « Le Livre de Poche», премия Декабря, премия Эссе французской Академии, гран-при читательниц журнала «Elle»)
  - «Капризная энциклопедия всего и ничего» (Encyclopédie capricieuse du tout et de rien, изд. «Grasset», 2009, премия Duménil)
  - «Зачем читать?» (Pourquoi lire?, изд. «Grasset», 2010, гран-при Жионо)
- Стихи
  - «Водитель всегда один» (Le chauffeur est toujours seul, изд. «La Différence», 1995)
  - «Да начтупит век» (Que le siècle commence, изд. «Les Belles Lettres», 1996, премия Поля Верлена)
  - «Что в самом деле происходит в тканях Жуи» (Ce qui se passe vraiment dans les toiles de Jouy, изд. «Les Belles Lettres», 1999)
  - «Зачем нужны самолёты?» (À quoi servent les avions, изд. «Les Belles Lettres», 2001) — книга, в которой Данциг воображает обрушение башен-близнецов до терактов 11 сентября. По этому поводу, он напишет : "Некоторые мне сказали: таково могущество поэзии, что она предчувствует события. Я в этом не уверен. (…) Поэзия скорее рассуждает нежели предчувствует. Её конечный итог, как и итог всякой литературы и даже любого художественного произведения искусства, есть мысль. Но вместо того, чтобы её достичь путём применения умозрительных построений, она этого достигает применением образов, подчиняясь требованиям ритма, иногда прозодии.
  - «На память о дальних плаваниях» (En souvenir des long-courriers, изд. «Les belles Lettres», 2003)
  - «Бестиарий с чернилами Мино» (Bestiaire, avec des encres de Mino, изд. "Les Belles Lettres, 2003)
  - «Дива с длинными ресницами» (La diva aux longs cils, изд. «Grasset», 2010)
  - «Пловцы» (Les Nageurs, изд. «Grasset», 2010)
- Романы
  - «Варенья из преступлений» (Confitures de crimes, изд. Les Belles Lettres, 1993)
  - «Наши торопливые жизни» (Nos vies hâtives, изд. «Grasset», 2001, и изд. «Le Livre de Poche», премия Жана Фрёстье, премия Роже-Нимье)
  - «Любовный фильм» (Un film d’amour, изд. «Grasset», 2003, и изд. «Le Livre de Poche»)
  - «Меня зовут Франсуа» (Je m’appelle François, изд. «Grasset», 2007, и изд. «Le Livre de Poche»)
  - «В самолёте по пути в Каракас» (Dans un avion pour Caracas, изд. «Grasset», 2011)
- Переводы
  - Фрэнсис Скотт Фицджеральд, «Овощ» (Francis Scott Fitzgerald, Un légume, изд. «Grasset», серия «Les Cahiers rouges», 2010)
  - Оскар Уайльд, «Аристотель за чаепитием» (Oscar Wilde, Aristote à l’heure du thé, изд. «Grasset», серия "Les Cahiers rouges, 2010)